# 钟明森
钟明森（1947年1月—），福建福安人，畲族，中华人民共和国政治人物，福安末任县长及首任市长。
1987年任福安县县长，1990年福安撤县设市后转任市长，后任福安市委书记、福建省第八届政协常委、福建省国防动员委员会办公室副主任等职。2000年5月起任福建省人民防空办公室副主任。